# Projet Boeing Yellowstone
Pour les articles homonymes, voir Yellowstone (homonymie).

Capacité en passagers des Boeing actuels et des futurs projets

Yellowstone est le nom d’un projet de la société aéronautique Boeing lancé au début des années 2000 visant à lancer de nouveaux avions commerciaux. Il devrait remplacer à terme les modèles précédents. Il utilisera de nouvelles technologies comme des nouveaux matériaux composites pour les structures, plus de systèmes électriques remplaçant les systèmes hydrauliques et des réacteurs plus efficaces comme le General Electric GEnx, le CFM International LEAP-1B et le Rolls-Royce Trent 1000 (en). Le terme "Yellowstone" se réfère aux technologies alors que les dénominations Y1 (Boeing 737 MAX), Y2 (Boeing 787) et Y3 (Boeing 777X & B747-8I) se rapportent aux appareils à remplacer.
Yellowstone est ainsi décomposé en 3 projets:
- Boeing Y1, pour remplacer les Boeing 717, Boeing 737 et Boeing 757. Y1 couvre le marché des avions transportant de 100 à 200 passagers. Il sera en compétition avec l’Airbus A320.
- Boeing Y2, pour remplacer les Boeing 757 et Boeing 767. Il devrait également remplacer le 777-200. Y2, était à la base l’appellation du projet Sonic Cruiser. Les Y2 sont en fait des 787 qui couvrent la tranche de 220 à 320 passagers. Il est en compétition avec les Airbus A330, A340 et A350.
- Boeing Y3, pour remplacer les 777-300 et 747-400. Y3 couvre le marché des avions qui transportent plus de 320 passagers. Il est en compétition avec les grands Airbus A350 (A350-1000 qui sera introduit  en 2015) et A380. Les recherches de Boeing en partenariat avec l'Université de Cranfield sur la formule du "Blended Wing Body" qui s'est concrétisé par le projet X-48, laisse supposer une formule de fuselage élargi (sorte de compromis entre l'aile volante et une formule plus traditionnelle). Cet appareil intéresserait les compagnies British Airways et Emirates.